# Kormorán (együttes)
A Kormorán egy folk-rock, etno-rock, nemzeti rock zenekar. 1976-ban alapította Koltay Gergely és Papadimitriu Grigoris a formációt, amely a honi zenei életben elsőként ötvözte programszerűen a népzenei elemeket a nemzetközi rockzene stílusjegyeivel.
A Kormorán az elmúlt több mint 4 évtizedben eljutott szinte minden európai országba, koncertezett a tengerentúlon, és több zenealbumot jelentetett meg külföldön.
Az együttes koncertprogramjain kívül egy sor albumot készített popénekeseknek, blues és rock sztároknak, valamint színészeknek. Megannyi színpadi mű, opera, valamint filmzene bizonyítja a zenekar sokszínűségét s alkotóerejét (Julianus, Honfoglalás, Sacra Corona, Trianon, A Költő visszatér, Elektra mindörökké, Zúgjatok harangok, A Megfeszített, A Napba öltözött leány). Ennek köszönhetően összesen már majdnem 100 albumot, hanganyagot és más hanghordozót adtak ki. A Kormorán első fénykora a 80-as évekre tehető, 2000 óta pedig másodvirágzását éli. Az ezredfordulóra ugyanis Koltay 8 elhivatott és invenciózus zenészt gyűjtött maga köré, még lendületesebbé, hitelesebbé téve a formációt. 25 éves jubileumi koncertjük alkalmával megkapták „A Magyar Szabadság” díjat, két esztendőre rá pedig Koltay Gergely munkásságáért átvehette a Mádl Ferenc köztársasági elnök által adományozott „Magyar Köztársasági Aranykeresztet”.
2011 év elején az együttes jelentősen átalakult. A régi tagok közül öten megalakították az Örökség együttest, és helyükre új tagok kerültek.
2013-tól a zenekar dobosa Karácson Zsolt, akit a közönség az erdélyi TransylMania zenekarból ismerhet. 2014 év végétől a zenekar gitárosa Szekeres Zoltán lett.
A zenekar jellemzően évente ad ki zenealbumokat. Legújabb albumuk a 2015-ben jelent meg, Titkok könyve címmel.

## Tagok
- Fehér Nóra (Vajdaság)
- Gáspár Álmos (Erdély – Kézdivásárhely)
- Karácson Zsolt
- Koltay Gergely
- Szekeres Zoltán
- Szűts István
- Vadkerti Imre (Felvidék – Gúta)
- Zsoldos Tamás

## Hangszereik
A Kormorán zenéjében egyedi módon ötvözi a Kárpát medence népzenéjének motívumait és a modern rockzenét. Az alkalmazott hangszerek között az akusztikus népi hangszereket és a rockzene hangszerei is megtalálhatók. Ez adja a dalok különös hangzásvilágát.
- töröksíp
- hegedű
- furulya
- fuvola
- elektromos gitár
- basszusgitár
- akusztikus gitár
- dob
- szintetizátorok